# Фролова, Ольга Николаевна
Ольга Николаевна Фролова (16 августа 1969) — советская и российская футболистка, вратарь.

## Биография
По состоянию на 1990 год выступала за команду «Серп и Молот» (Москва). Стала серебряным призёром первого розыгрыша чемпионата СССР, участница решающего матча против клуба «Нива» из Барышевки (1:2).
В 1992 году играла за московский «Спартак-Преображение», с которым стала финалисткой Кубка России. По окончании сезона вместе с группой игроков из развалившегося «Спартака» перешла в клуб «СКИФ-Фемина» из Малаховки, позже преобразованный в московское «Чертаново». Бронзовый призёр чемпионата России 1993 года. В начале 1996 года в составе «Чертаново» принимала участие в Кубке чемпионов Содружества.
Дальнейшая судьба неизвестна.